# Dendrobium orbiculare
Dendrobium orbiculare är en orkidéart som beskrevs av Johannes Jacobus Smith. Dendrobium orbiculare ingår i släktet Dendrobium, och familjen orkidéer. Inga underarter finns listade i Catalogue of Life.